# العلاقات الأوزبكستانية اليمنية
العلاقات الأوزبكستانية اليمنية هي العلاقات الثنائية التي تجمع بين أوزبكستان واليمن.

## مقارنة بين البلدين
هذه مقارنة عامة ومرجعية للدولتين:
| وجه المقارنة                                              | أوزبكستان       | اليمن                   |
| --------------------------------------------------------- | --------------- | ----------------------- |
| المساحة (كم2)                                             | 448.98 ألف      | 555.00 ألف              |
| عدد السكان (نسمة)                                         | 32.39 مليون     | 28.25 مليون             |
| الكثافة السكانية (ن./كم²)                                 | 72.14           | 50.9                    |
| العاصمة                                                   | طشقند           | صنعاء عدن (عاصمة مؤقتة) |
| اللغة الرسمية                                             | اللغة الأوزبكية | اللغة العربية           |
| العملة                                                    | سوم أوزبكستاني  | ريال يمني               |
| الناتج المحلي الإجمالي (بليون دولار)                      | 48.72 مليار     | 18.21 مليار             |
| الناتج المحلي الإجمالي (تعادل القوة الشرائية) بليون دولار | 190.50 مليار    | 75.69 مليار             |
| الناتج المحلي الإجمالي الاسمي للفرد دولار أمريكي          | 2.13 ألف        | 1.41 ألف                |
| الناتج المحلي الإجمالي للفرد دولار أمريكي                 | 5.57 ألف        |                         |
| مؤشر التنمية البشرية                                      | 0.675           | 0.498                   |
| رمز المكالمات الدولي                                      | +998            | +967                    |
| رمز الإنترنت                                              | .uz             | .ye                     |
| المنطقة الزمنية                                           | ت ع م+05:00     | ت ع م+03:00             |

## منظمات دولية مشتركة
يشترك البلدان في عضوية مجموعة من المنظمات الدولية، منها:
| علم المنظمة | اسم المنظمة                               | تاريخ انضمام أوزبكستان | تاريخ انضمام اليمن |
| ----------- | ----------------------------------------- | ---------------------- | ------------------ |
|             | يونسكو                                    | 26 أكتوبر 1993         | 2 أبريل 1962       |
|             | مؤسسة التمويل الدولية                     | 30 سبتمبر 1993         | 22 مايو 1970       |
|             | المركز الدولي لتسوية المنازعات الاستشارية | 25 أغسطس 1995          | 20 نوفمبر 2004     |
|             | منظمة التعاون الإسلامي                    | ?                      | ?                  |
|             | منظمة حظر الأسلحة الكيميائية              | ?                      | ?                  |
|             | مؤسسة التنمية الدولية                     | 24 سبتمبر 1992         | 22 مايو 1970       |
|             | وكالة ضمان الاستثمار متعدد الأطراف        | 4 نوفمبر 1993          | 12 مارس 1996       |
|             | الاتحاد البريدي العالمي                   | ?                      | ?                  |
|             | الاتحاد الدولي للاتصالات                  | 10 يوليو 1992          | 1931               |
|             | منظمة الشرطة الجنائية الدولية             | ?                      | ?                  |
|             | الأمم المتحدة                             | 2 مارس 1992            | 30 سبتمبر 1947     |
|             | البنك الدولي للإنشاء والتعمير             | 21 سبتمبر 1992         | 3 أكتوبر 1969      |

## وصلات خارجية
- موقع وزارة الخارجية الأوزبكستانية